# 二つ銘則宗
二つ銘則宗（ふたつめいのりむね）は、鎌倉時代（13世紀）に作られたとされる日本刀（太刀）である。笹丸（ささまる）の号で知られる外装と併せて日本の重要文化財に指定されており、京都市右京区にある愛宕神社所蔵。

## 概要
鎌倉時代（13世紀）頃の備前一文字則宗作とされる日本刀である。則宗の代表作とされているが号の由来は明らかでなく、京都国立博物館主任研究員の末兼俊彦は、則宗の作には珍しい長銘を持つことから来た誤読とそれによって生じた合作銘との誤解とする説に触れている。末兼は刃区（はまち）に近い部分で刃が弱くなるところを古一文字らしい作風として挙げ、また本作の特徴として乱映りが鎬筋（しのぎすじ）及ぶ点を挙げている。「○○国則宗」との銘があるが○内は判読不能。『享保名物帳』には「備前国則宗」と記されている。
足利尊氏の佩用と伝えられ、後に豊臣秀吉の手に渡り、愛宕神社に奉納された。1909年（明治42年）9月22日、古社寺保存法に基づき、当時の国宝（文化財保護法における「重要文化財」に相当）に指定された。指定名称は「革包太刀（笹丸） 則宗ノ銘アリ」である。

## 作風

### 刀身
刀身は鎌倉時代（13世紀）作である。刀身の全長はおよそ100.0センチメートル、刃長は80.1センチメートル、刀身の反りは2.71センチメートル、重量は675.5グラム。造込みは鎬造、庵棟。反り高く、踏ん張りがあり、切先は小切先となる。地鉄は大板目に流れ肌交じる。刃文は直刃（すぐは）主体に丁子、小乱交じり、匂口締まる。帽子は湾（のた）れ込んで、乱れごころに返る。茎（なかご）は生ぶ。鑢目（やすりめ）は勝手下がり。目釘孔は1つ。目釘孔上に「○○国則宗」の銘がある。

### 外装
革包の外装は南北朝時代（14世紀）の作である。鬼丸、大典太とよく似た、黒皺革包（くろしぼかわつつみ）に山吹色の糸巻を施した革包太刀様式の外装が付属しており、この太刀拵は鍔を初めとした金具類に笹竹の紋様が施されていることから「笹丸拵」（ささまるこしらえ）とも称される。この拵について鬼丸拵と並ぶ足利将軍家の重宝であったと末兼は評している。